# Rede Bahia
Rede Bahia de Comunicação (também chamado simplesmente de Rede Bahia) é um conglomerado empresarial brasileiro sediado em Salvador, Bahia, fundado pela família Magalhães. Embora conhecido como conglomerado de mídia baiano, atua dentro e fora do estado da Bahia em diversos segmentos e teve início no setor de construção civil, com a Santa Helena Construtora.
No segmento das comunicações, o grupo controla uma rede regional de seis emissoras de televisão aberta com cobertura em todos os municípios no estado, sendo a primeira rede de televisão a cobrir toda a Bahia, 4 emissoras de rádio, um jornal diário e três portais eletrônicos, totalizando 14 veículos de comunicação.
Há ainda a Bahia Eventos, empresa de conteúdo e entretenimento organizadora de eventos como o Festival de Verão de Salvador, Festival de Inverno Bahia e a Festa Literária Internacional de Cachoeira (FLICA); e o Instituto Antônio Carlos Magalhães de Ação, Cidadania e Memória, braço social do conglomerado.

## História

### Grupo TV Bahia (1985-1998)

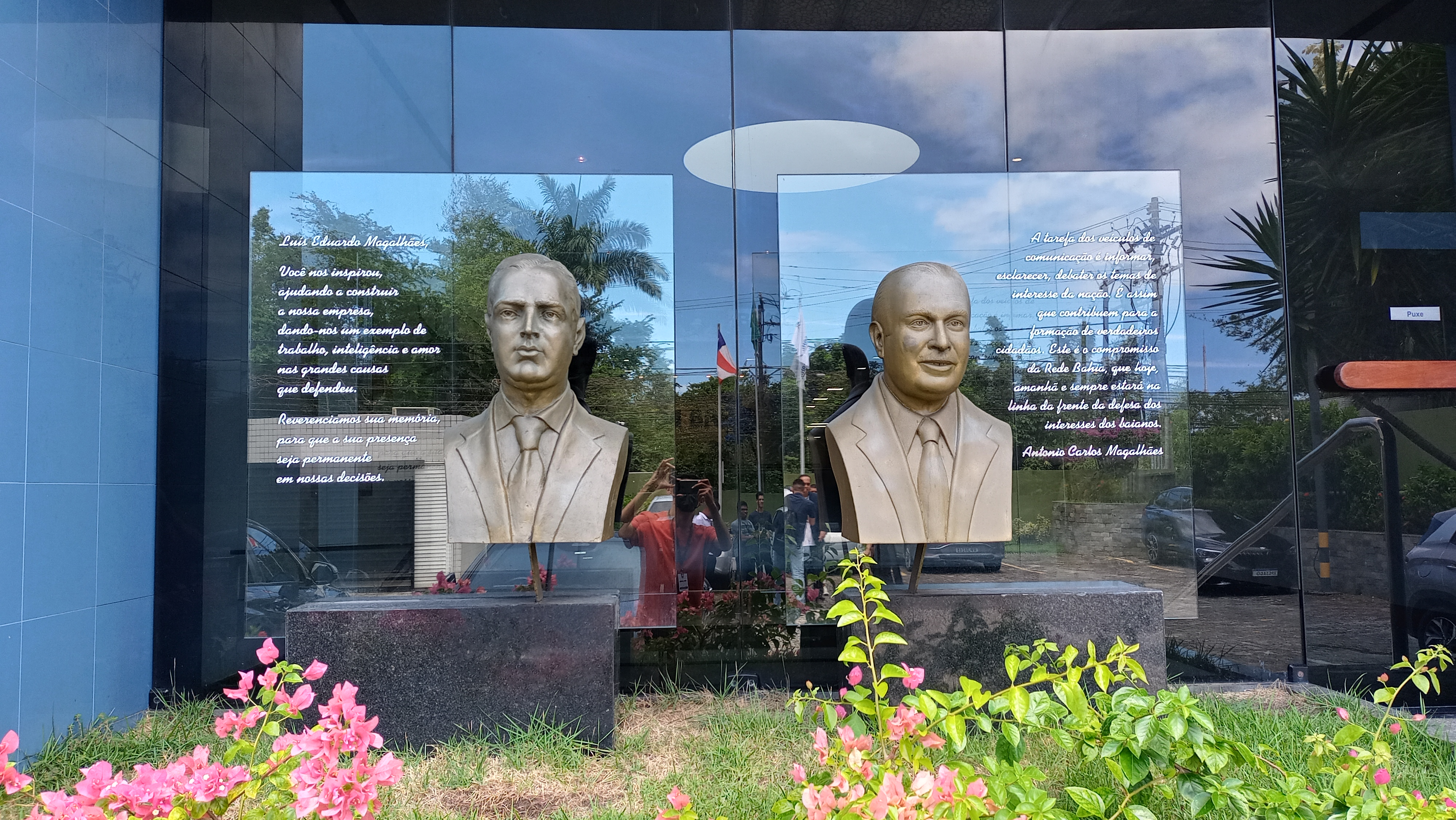
Bustos de Luís Eduardo Magalhães e Antônio Carlos Magalhães na fachada da sede do grupo; a homenagem ao fundador foi inaugurada em 2009.

O conglomerado teve início com a fundação, em 5 de agosto de 1975, da Santa Helena Construtora pelo político baiano Antônio Carlos Magalhães. Suas atividades se situavam no mercado de empreendimentos voltados para um público de médio e alto padrão aquisitivo. Três anos depois, em 20 de dezembro de 1978, a atuação empresarial entrou no ramo da comunicação com o jornal então chamado Correio da Bahia. Com a fundação do jornal, foi fundada também a Gráfica Santa Helena, a gráfica responsável pela impressão do jornal Correio. A empresa foi fechada em 2007, mas a estrutura para impressão do jornal foi mantida.

#### Entrada e expansão no setor de radiodifusão (1985–1995)

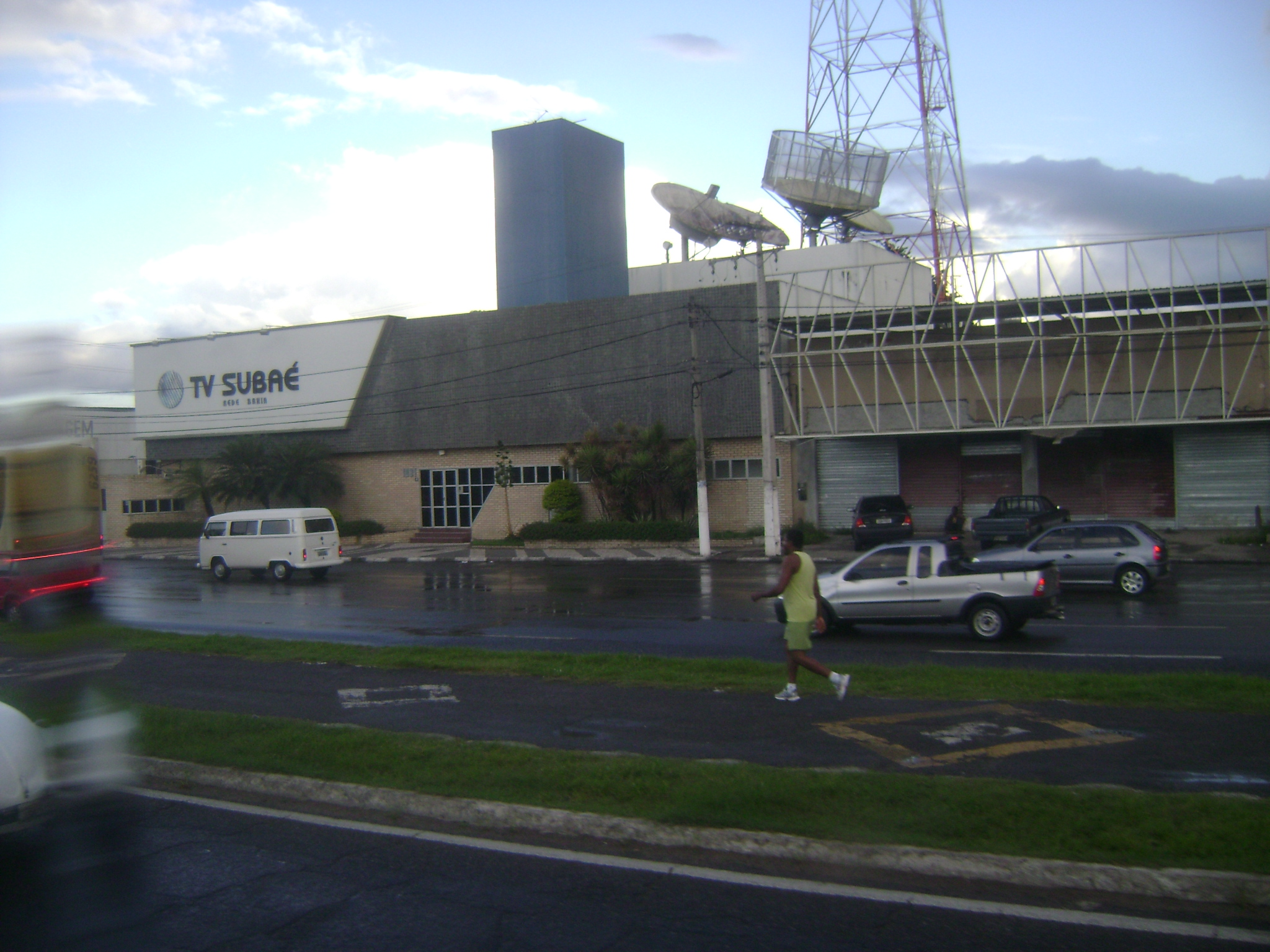
Sede da TV Subaé, na avenida Presidente Dutra, em Feira de Santana

Em 10 de março de 1985, foi inaugurada, pelos empresários ACM Júnior e César Mata Pires, a TV Bahia, emissora de televisão aberta sediada em Salvador, inicialmente afiliada à Rede Manchete, e a partir de 23 de janeiro de 1987, à Rede Globo. Depois, deu-se início a formação de uma rede de televisão em cidades estrategicamente posicionadas nas regiões do estado.  
Em 5 de novembro de 1988, foi inaugurada a TV Santa Cruz, em Itabuna, sendo a primeira emissora de televisão de propriedade do grupo no interior do estado, também afiliada da Rede Globo. No mesmo ano, em 20 de julho, o grupo entrou no ramo empresarial de rádio por meio da Globo FM, emissora de rádio adulto contemporânea sediada em Salvador.
A TV Sudoeste foi a segunda estação de televisão a ser inaugurada, entrando no ar pela primeira vez em 31 de março de 1990 em Vitória da Conquista. A TV São Francisco entrou no ar em 1 de dezembro do mesmo ano em Juazeiro, sendo chamada de TV Norte, e a TV Oeste foi a última a ser fundada pelo então Grupo TV Bahia, tendo entrado no ar em 2 de fevereiro de 1991, em Barreiras.
Em 1 de dezembro de 1995, seguindo com a expansão no setor de radiodifusão, o grupo fundou a 102.1 FM Sul em Itabuna. A estação entrou no ar com um formato adulto contemporâneo similar ao da Globo FM, incluindo na programação diversos produtos criados em Salvador.
A TV Subaé, de Feira de Santana, entrou no ar em 1 de junho de 1988, sendo a primeira emissora afiliada da Rede Globo no interior da Bahia, mas não foi fundada pela Rede Bahia. Seu fundador foi o empresário feirense Modesto Cerqueira, assim pertencendo ao Grupo Modesto Cerqueira. Somente em abril de 1998, a emissora passou a integrar a rede, quando o grupo feirense vendeu parte de suas ações para sócios do grupo da TV Bahia.

### Rede Bahia de Comunicação (1998–presente)

Tipografia de 1998 da Rede Bahia, utilizada como logo do conglomerado entre 2001 e 2025.

Em 2 de julho de 1998, o grupo midiático assumiu a nomenclatura Rede Bahia. Com isso, a rede de televisão passou a se denominar oficialmente como Rede Bahia de Televisão. Todas as empresas do grupo assumiram a mesma marca, criada pela agência Publivendas. A identidade foi lançada com o mote "Onde tem Bahia, tem Rede Bahia".
Ao longo das décadas de 90 e 2000, a Rede Bahia se expandiu e foi composta por várias outras empresas, como a Bahia Cinema e Vídeo (produtora audiovisual), Bahia Edições Musicais (editora musical), Bahia Discos (gravadora), MMDS Bahia (TV por assinatura, representante da NET no estado), Pronto Call Center (telemarketing), Pronto Express (distribuição), Pronto Logística (logística), e iLimit (desenvolvedora de websites).
Em 31 de dezembro de 2000, foi inaugurada a TV Salvador, emissora independente com programas locais próprios e produzidos por emissoras da Rede Bahia de Televisão. Em 19 de agosto de 2001, foi fundada a Universidade Corporativa da Rede Bahia (Uniredebahia). A universidade empresarial foi a primeira do norte-nordeste brasileiro, pautada na gestão das competências. Foi descontinuada em março de 2010.
Em 2001, foi fundada a Rede Tropical Sat, uma rede de emissoras de rádio estadual. A rede chegou a ter 19 afiliadas. Em Salvador, transmitia sua programação por meio da emissora que opera na frequência 92.3 FM, hoje Salvador FM. A rede foi descontinuada em 31 de dezembro de 2005, em meio às preparações para a inauguração da também popular Bahia FM, que aconteceu em 1° de janeiro de 2007.
Em 19 de março de 2010, foi criada a última emissora de rádio do grupo, a CBN Salvador, afiliada à rede CBN na frequência 100,7. No mesmo ano, em 15 de dezembro, a Bahia FM ganhou uma filial, com a transformação da 102.1 FM Sul em Bahia FM Sul, marcando a transição da programação adulto contemporânea para um formato popular, à exemplo da estação da capital.
Em 3 de setembro de 2010, a Rede Bahia lançou o Instituto Antônio Carlos Magalhães de Ação, Cidadania e Memória. A instituição foi criada com o objetivo de preservar a memória do senador ACM e apoiar e desenvolver ações e projetos de caráter social, cultural e educativo. Em 29 de março de 2011, o IACM foi inaugurado e aberto ao público com instalações físicas na Praça da Sé, no Pelourinho, onde seguiu instalado até 2 de setembro de 2021, quando foi movido para a sede da Rede Bahia.

#### Reestruturações (2012–2016)
Em junho de 2012, um terço das ações da Rede Bahia foram vendidas por César Mata Pires ao grupo paulista Empresas Pioneiras, sediado em Campinas e controlador das Emissoras Pioneiras de Televisão (EPTV). No mesmo ano, em março, foi noticiado que a TV Salvador seria vendida para um grupo empresarial evangélico, mas 1 ano depois, em 5 de março de 2013, a emissora encerrou suas operações. Em maio de 2013, foi oficializada a venda da MMDS Bahia para a Galaxy Brasil, empresa controlada de forma indireta pela Sky Brasil, em virtude da proibição de controle simultâneo de emissora de radiodifusão e de operadora de TV fechada no Brasil.
Em 1°de novembro de 2016, ainda como parte das reestruturações, a Rede Bahia encerrou a produção jornalística da CBN Salvador, demitindo boa parte dos funcionários e anunciando que a partir de 1º de dezembro, a programação jornalística da CBN seria substituída pela da Jovem Pan FM. A decisão, segundo o então gerente de rádios da Rede Bahia, Luís Moreira, devei-se ao fato da programação não alcançar as expectativas do grupo, mesmo com vários ajustes feitos para impedir a situação. A emissora trocou oficialmente de bandeira a partir das 11h de 1° de dezembro.

#### Rebranding (2025)
Em 27 de março de 2025, a Rede Bahia de Comunicação apresentou ao público o primeiro grande rebranding de sua história. Foram alteradas, após 27 anos, as marcas das seis emissoras de televisão do grupo, que passaram a ser as mesmas utilizadas pelo conglomerado, como em 1998; de três das quatro emissoras de rádio; da Bahia Eventos; e também do portal iBahia. A nova identidade foi criada pela agência Commproject, de Ribeirão Preto.